# 連邦政府
連邦政府（れんぽうせいふ）は、連邦制を採用する国の中央政府である。単一国家の中央政府に比べ、内政面では連邦を構成する州などから一部の主権を移譲されるという形を採っているために権限が限定され、全国レベルに関係のある事項や外交および軍事並びに財政（予算）を司ることが多い。ただし、国家によっては連邦制が形骸化し、単一国家の中央政府と変わらない場合もある（アルゼンチン、ベネズエラなど）。

## 各国の連邦政府
- 連邦政府 (アメリカ)
- 連邦政府 (オーストリア)
- 連邦政府 (カナダ)
- 連邦政府 (ドイツ)
- 連邦政府 (ベルギー)
- ロシア連邦政府

## フィクションにおける連邦政府
- 地球連邦政府